# J. R. Moschner
J. R. Moschner byl český, německy mluvící architekt a stavitel.

## Život
Pravděpodobně absovoval akademii v Rakousku nebo Německu.

## Dílo
Ve 30. letech 20. století projektoval v Praze dva domy:
- v Americké ulici č.p. 42 na Vinohradech[3]
- v Hálkově ulici č.p. 1629 na Novém Městě[2]

## Galerie

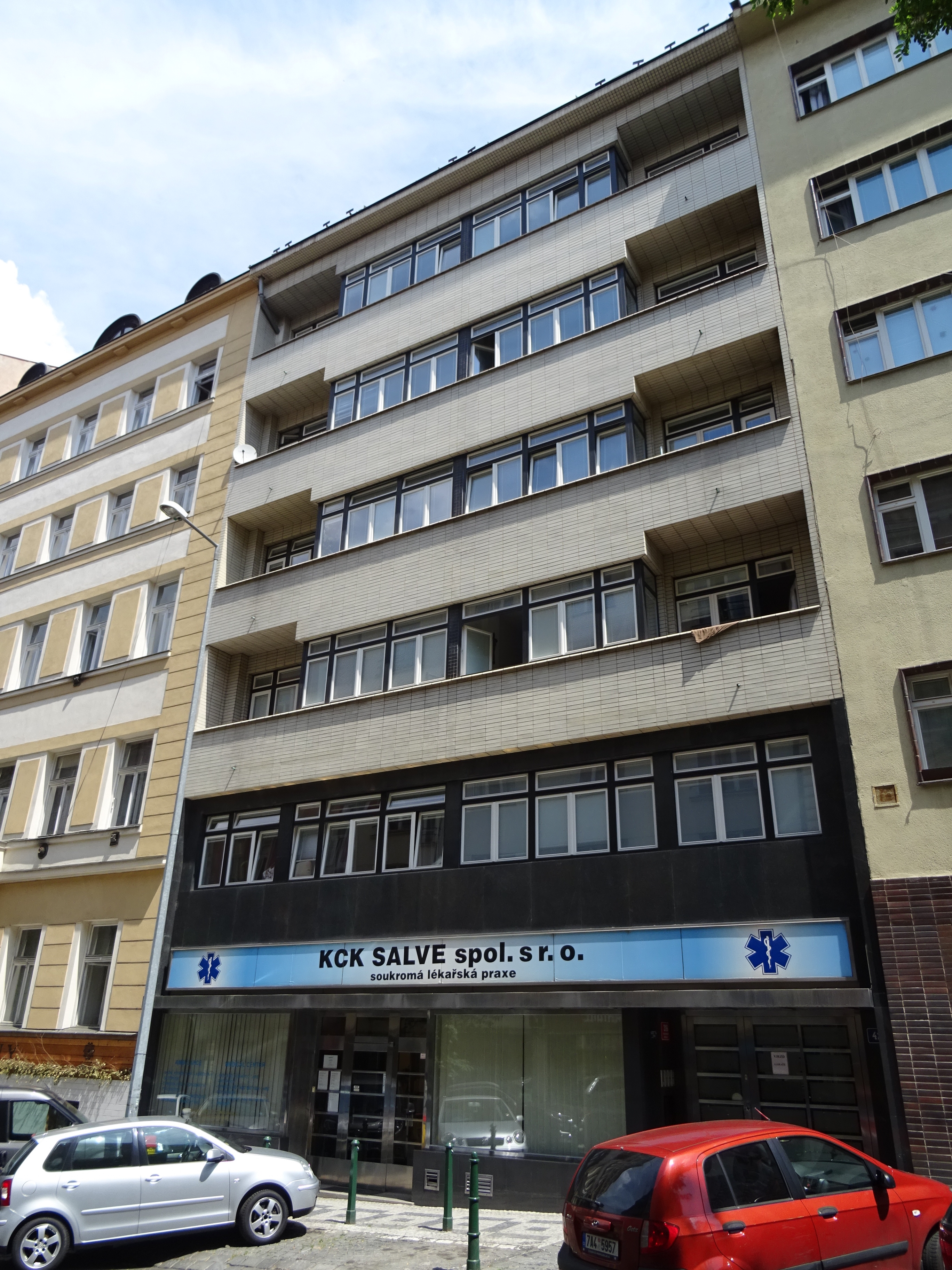
Dům v Americké ulici
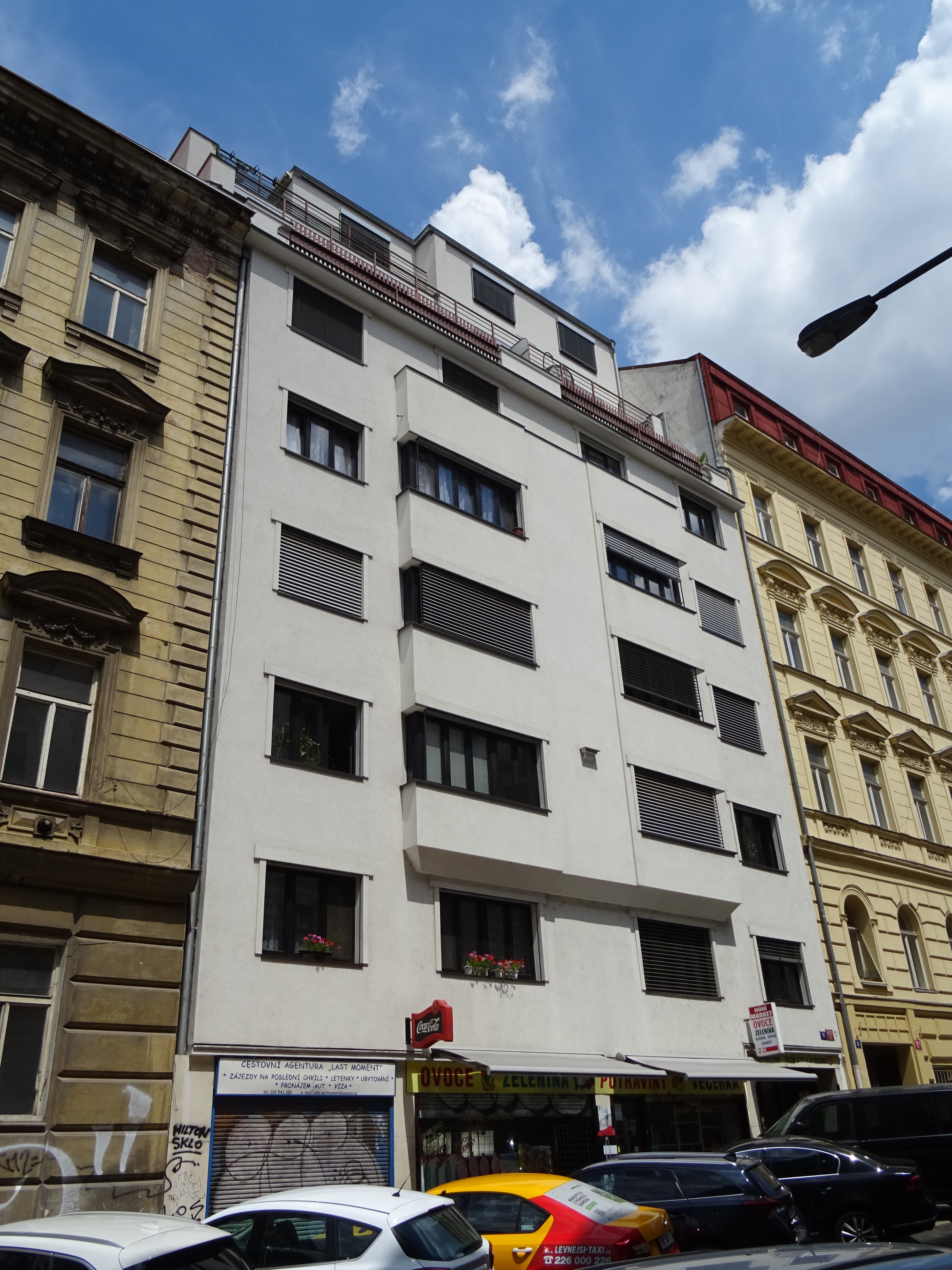
Dům v Hálkově ulici
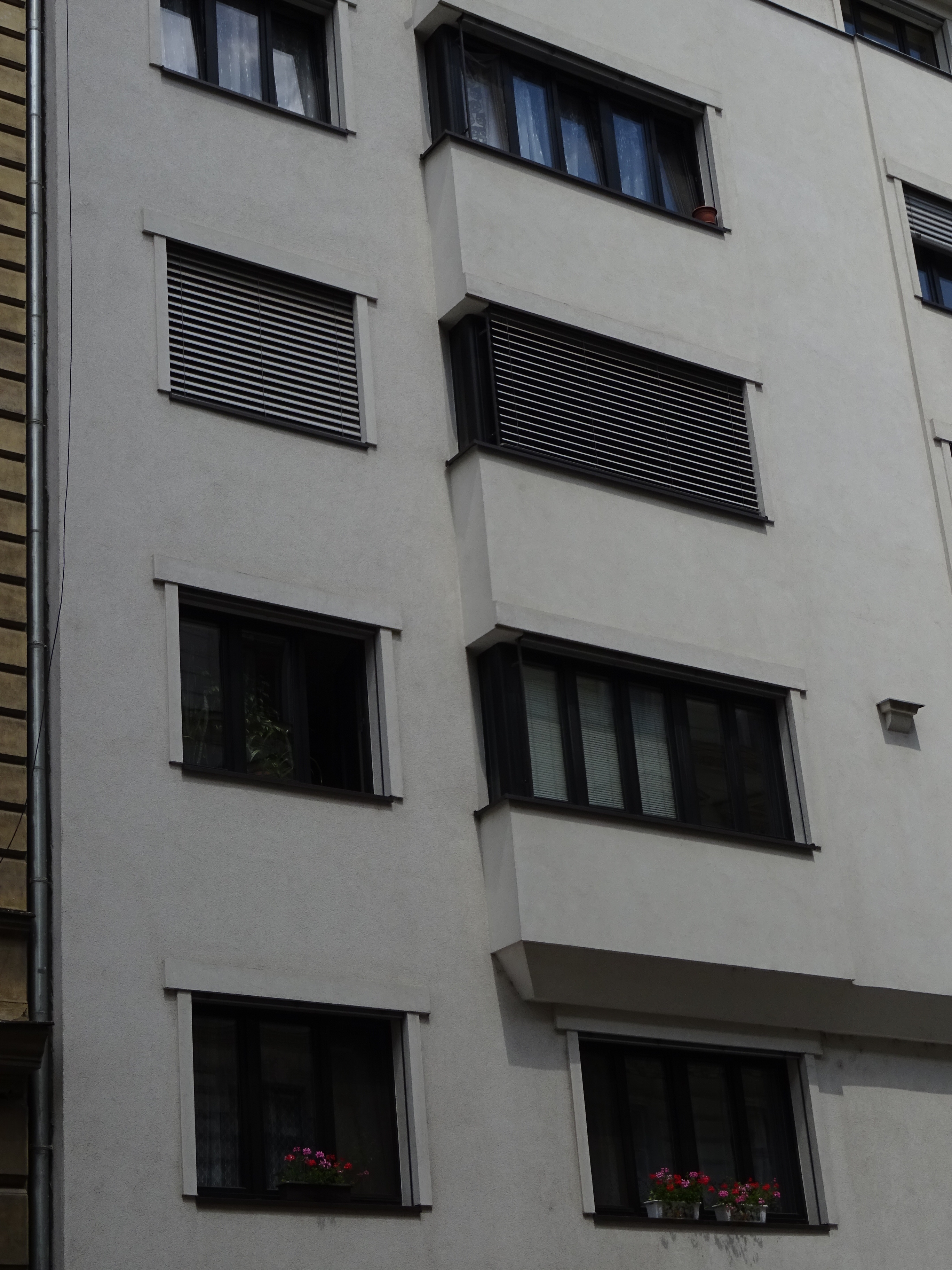
Detail fasády domu v Hálkově ulici
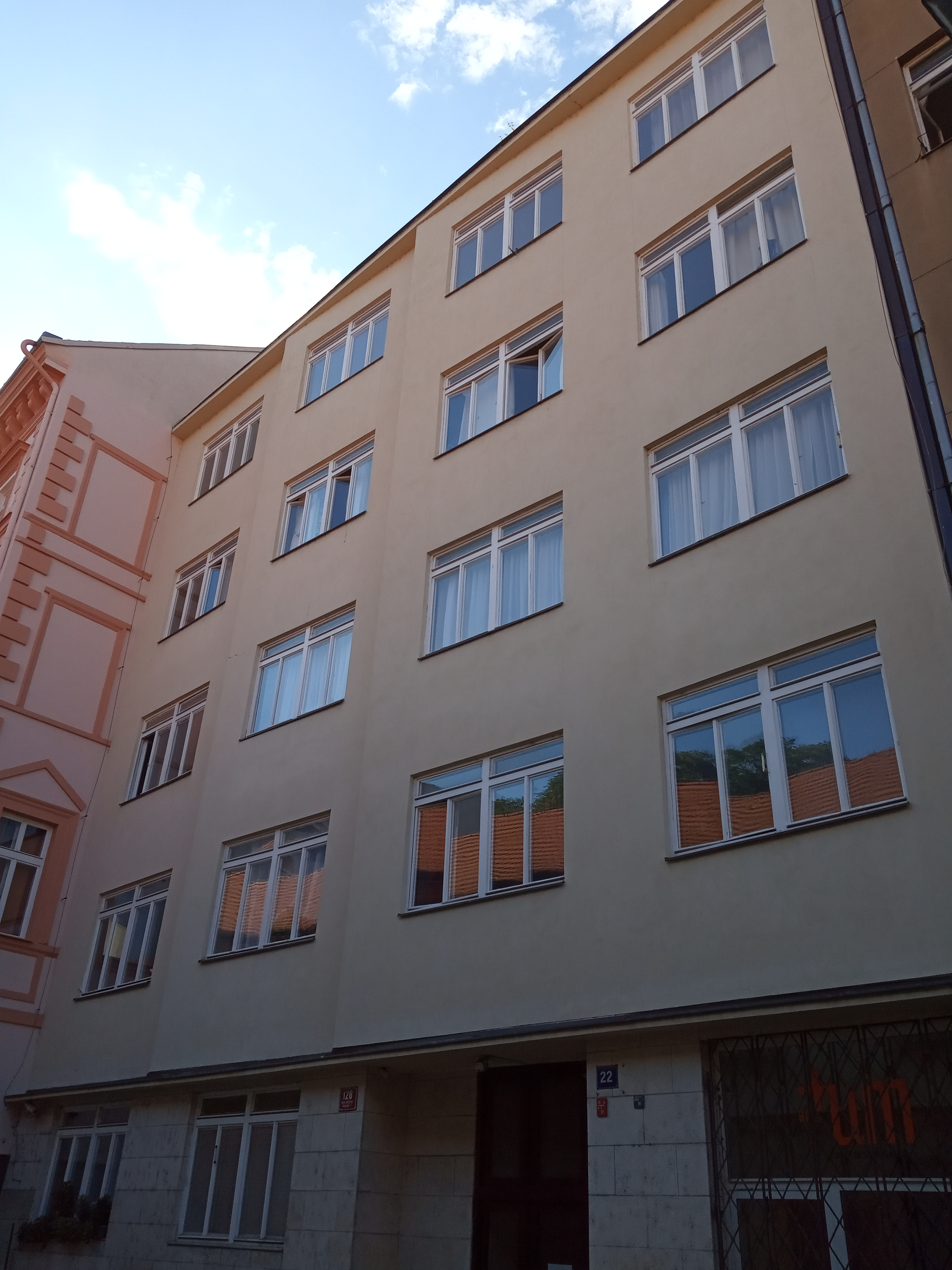
Dům v Ostrovní ulici